# Филипе да Коща
Филипе да Коща (на португалски: Filipe Gui Paradela Maciel da Costa, Филипе Ги Парадела Масиел да Коща) е португалски футболист. Роден е на 30 август 1984 г. в Лисабон, Португалия. Висок е 180 см и играе като плеймейкър, но може да бъде използван и като крило.

## Кариера
Кариерата на Коща започва в школата на гранда Бенфика на 7-годишна възраст. Остава при „орлите“ до 2002 г. и играе в 176 мача за различните формации на клуба, отбелязвайки 107 гола. Първият професионален договор подписва със Спортинг Брага. Следват престои в италианския Реджиана и гръцките Йоникос и Лариса. Докато играе в Гърция е избран за Мача на звездите от местното първенство в две поредни години. През 2007 г. печели Купата на Гърция с отбора на Лариса. През 2007 преминава в отбора на Лийдс Юнайтед. През лятото на 2008 г. Филипе да Коща е спряган за трансфер в румънския Поли Тимишоара, но сделката се проваля и през септември португалецът подписва с ЦСКА. На 6 януари 2009 разтрогва договора си с ЦСКА и от 27 януари 2009 г. е официално играч на Левски София. Неофициален дебют за отбора на Левски прави в контролата срещу Цървена звезда на 23 януари 2009, като играе последните 5 минути.

## Статистика по сезони
| Отбор          | Сезон   | Шампионат | Шампионат | Нац. купа | Нац. купа | Евротурнири | Евротурнири | Общо | Общо |
| Отбор          | Сезон   | М         | Г         | М         | Г         | М           | Г           | М    | Г    |
| -------------- | ------- | --------- | --------- | --------- | --------- | ----------- | ----------- | ---- | ---- |
| ЦСКА (София)   | 2008-09 | 5         | 0         | 1         | 0         | –           | -           | 6    | 0    |
| Левски (София) | 2008-09 | 0         | 0         | 0         | 0         | 0           | 0           | 0    | 0    |

Последна актуализация: 3 февруари 2009